# Эрихсон, Адольф Эрнестович
Адо́льф Эрне́стович (Адольф Вильге́льм) Эрихсо́н (1862, Москва — 1940, Париж (?)) — русский архитектор, крупный мастер модерна с узнаваемым индивидуальным творческим почерком, по проектам которого построено большое количество зданий в Москве.

## Биография
Адольф Эрихсон — сын купца, москвич шведского происхождения. После окончания в 1883 году Московского училища живописи, ваяния и зодчества (МУЖВЗ) со званием классного художника архитектуры, был отправлен пенсионером за границу, где изучал архитектуру североевропейских стран, в основном Дании. В 1891—1896 годах состоял архитектором Московской казённой палаты. Вступил в Московское архитектурное общество в 1894 году. В числе лучших московских архитекторов Эрихсон участвовал в 1896 году в подготовке Москвы к коронации царя Николая II, оформив Пречистенский, Тверской и Никитский бульвары, а также площадь вокруг Храма Христа Спасителя. Архитектор много проектировал в Москве для купцов Петра Щукина и Ивана Сытина. Помощником Эрихсона работал архитектор Иван Герман.
Творческий путь Эрихсон начал с построек в стиле эклектики, уже в первых работах Эрихсон использовал в архитектурной практике разные приемы и методы, от ордерной классики (в частности, Аптека Феррейна), до готики (Особняк Леман), в 1890-х годах, в его деятельности возникла яркая национальная стилевая тенденция, в основе которой лежало ярославское зодчество XVII века (новый корпус музея Щукина). Первым проектом архитектора в стиле модерн стало здание Торгового дома И. В. Юнкера на Кузнецком Мосту. В 1910-х годах почерк архитектора вновь изменился — большинство его построек с этого времени возведены в стиле неоклассицизма, при этом Эрихсон разработал собственную трактовку классических форм, основанную на лучших образцах московского ампира.
Мастерская Эрихсона первоначально располагалась в Москве на углу Поварской улицы и Борисоглебского переулка, затем была переведена на Петербургское шоссе, 38.
После 1917 года Адольф Эрихсон предположительно жил в эмиграции в Швейцарии и Франции. Дальнейшая судьба зодчего неизвестна. По некоторым данным скончался в Париже в 1940 году.
По мнению доктора искусствоведения Марии Нащокиной, Эрихсон — один из самых выдающихся зодчих московского модерна со своим индивидуальным узнаваемым почерком.
30 сентября 1881 года женился на Софии Максимовне Эрлангер, внучке Максима Максимовича Эрлангера.

## Проекты и постройки

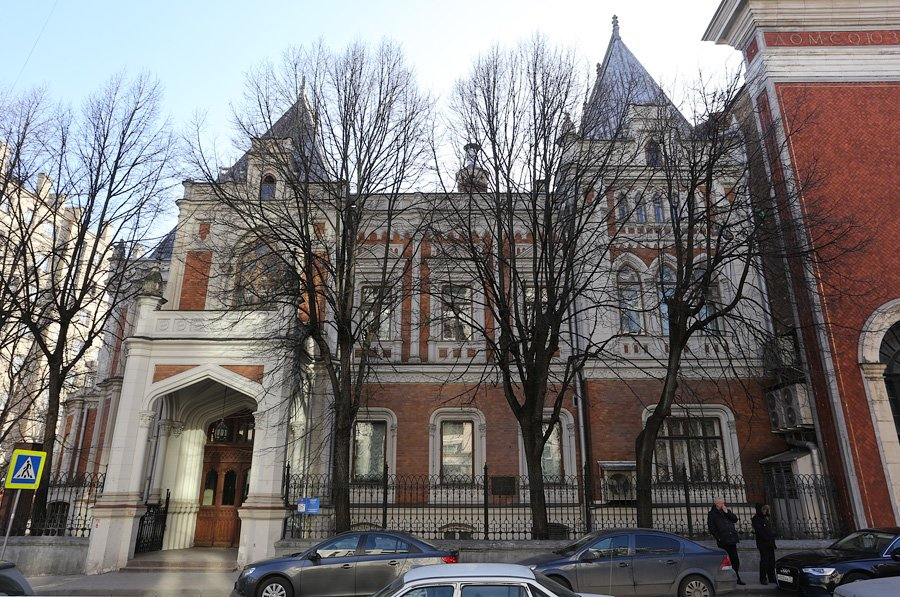
Особняк Леман

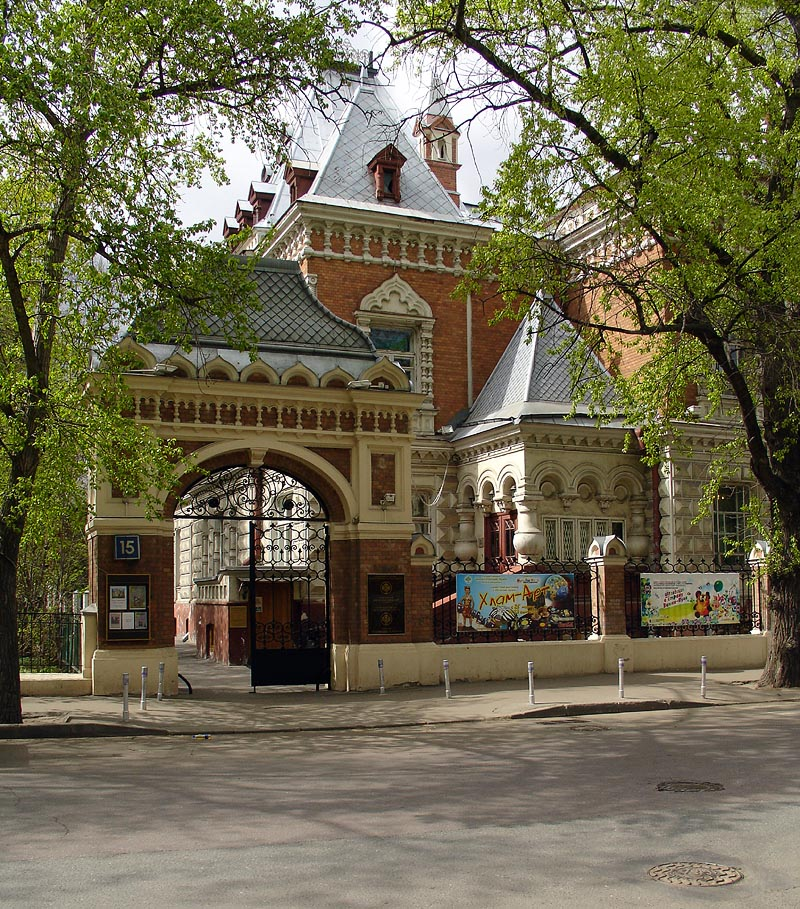
Музей П. И. Щукина — новый корпус и ограда с парадными воротами

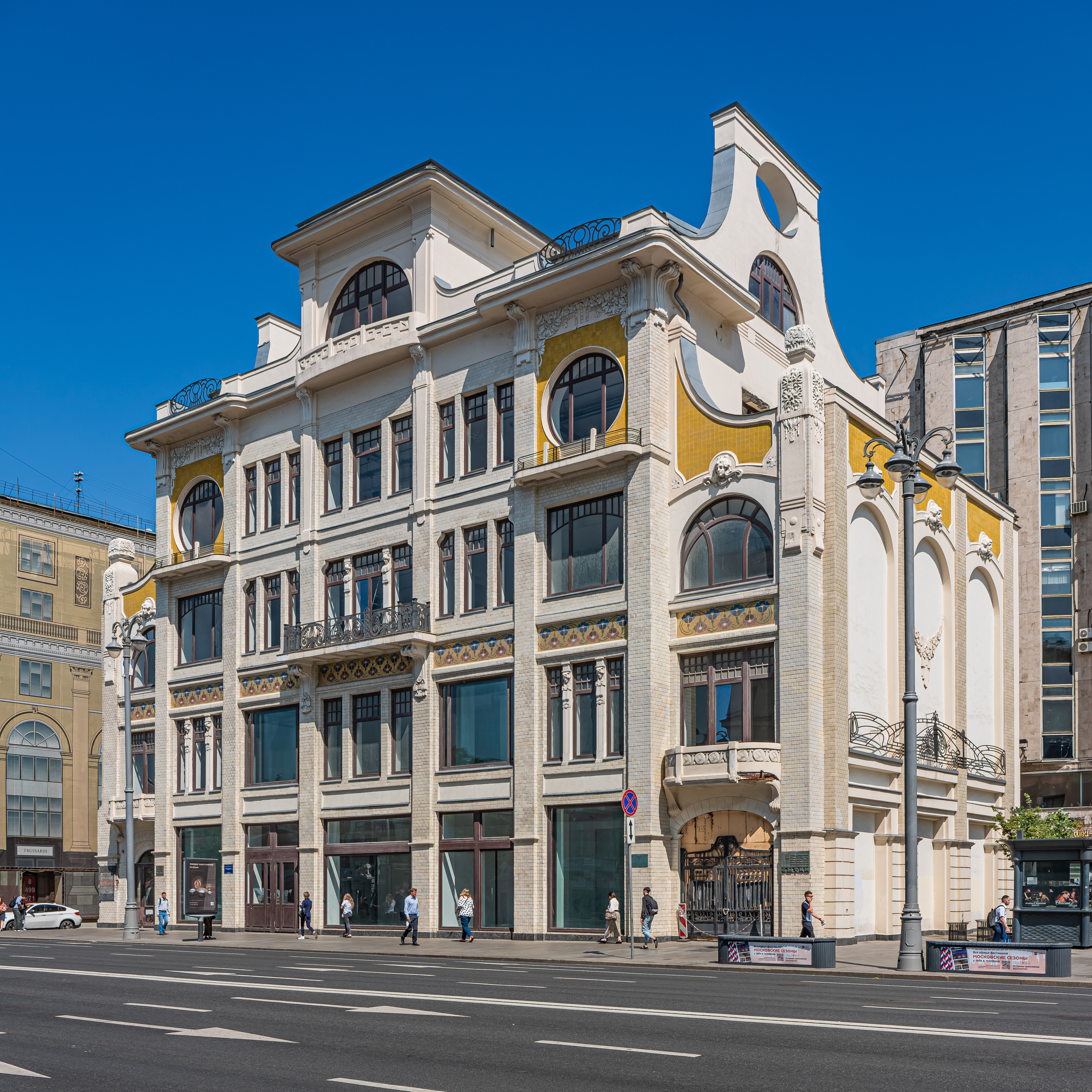
Издательство И. Д. Сытина «Русское слово»

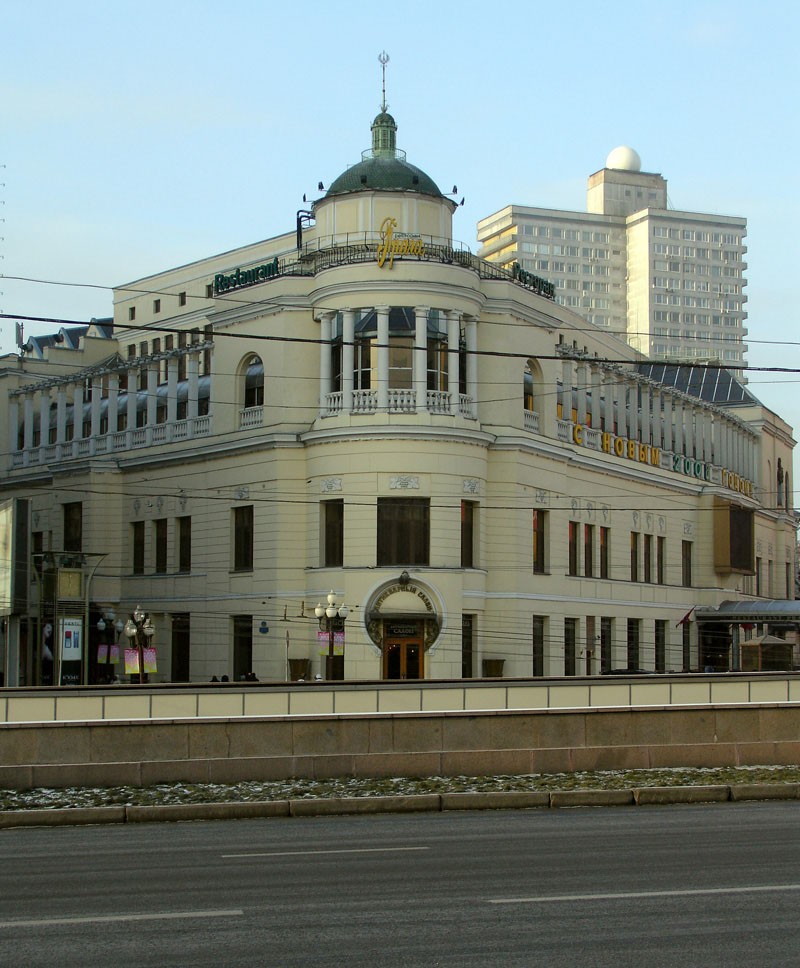
Ресторан «Прага»

- 1879—1896 — Перестройка во владении А. Р. Эрихсона, Москва, Ленинградский проспект, 40 (не сохранились)[Комм 1];
- 1893 — Проект деревянной дачи Н. А. Гулевич, Москва, Петровский парк;
- 1885 — Телефонная станция, Москва, Казарменный переулок, 4;
- 1885 — Доходный дом Н. А. Гулевич, Москва, Переулок Чернышевского;
- 1885 — Доходный дом, Москва, Вознесенский переулок, 15;
- 1888 — Особняк князя А. Б. Голицына, Москва, Поварская улица, 40;
- 1890 — Проект доходного дома А. Ф. Миндера, Москва, улица Александра Лукьянова, 7 (не осуществлён);
- 1890 — Особняк И. К. Прове, Москва, улица Александра Лукьянова, 7;
- 1891 — Особняк Н. С. Третьякова, Москва, Сущёвская улица, 14, выявленный объект культурного наследия[13];
- 1893 — Фабрика фармацевтической фирмы В. К. Феррейн, Москва, Кривоколенный переулок, 12, ценный градоформирующий объект[13];
- 1894 — Доходный дом А. Ф. Редлиха, Москва, Страстной бульвар, 12, левая часть;
- 1894—1899 — Доходный дом и аптека магистра фармации В. К. Феррейна, Москва, Никольская улица, 19—21, объект культурного наследия регионального значения[13];
- 1894—1899 — Дом Общества испытателей природы, Москва, Конюшковская улица, 31, объект культурного наследия регионального значения[13];
- до 1895 — Особняк А. Ф. Миндера, Москва, улица Александра Лукьянова, 5;
- до 1895 — Отделка дома Третьякова, Москв, ?;
- 1896 — Особняк А. Леман, Москва, Гранатный переулок, 7, объект культурного наследия регионального значения[13];
- 1896 — Дача М. О. Бруич в Болшеве, Королёв, ?;
- 1896 — Оформление площади вокруг Храма Христа Спасителя, Пречистенского, Тверского и Никитского бульваров к коронационным торжествам, Москва (не сохранилось);
- 1896—1898 — Новый корпус музея П. И. Щукина, Москва, Малая Грузинская улица, 15, объект культурного наследия федерального значения[13];
- 1897 — Доходный дом М. Н. Терентьева и надстройка корпуса во дворе, Москва, Улица Макаренко, 2;
- 1898 — Особняк А. Р. Эрихсона, Москва, Ленинградский проспект (не сохранился);
- 1898 — Ограда с парадными воротами музея П. И. Щукина (при участии В. Н. Башкирова), Москва, Малая Грузинская улица, 15;
- 1898 — Особняк, Москва, Спиридоновка, 21;
- 1898 — Перестройка, изменение фасада, ограда особняка В. А. Лемана, Москва, Гороховский переулок), 19;
- 1899 — Особняк А. К. Ферстер — Михельсона, Москва, Малая Никитская улица, 18;
- кон. XIX — нач. XX вв. — Городская усадьба Г. А. Каратаевой — И. В. Морозова, Москва, Леонтьевский переулок, 10, стр. 1, 2[13];
- 1900 — Особняк В. В. Рихтера, Москва, Лялин переулок, 21;
- 1900 — Перестройка дома Техникова, Москва, Улица Макаренко, ?;
- 1900 — Дом товарищества Эйнем, Москва, Петровка, 7 (перестроен);
- 1900—1901 — Торговый дом И. В. Юнкера, Москва, Кузнецкий Мост, 16 (перестроен);
- 1901 — Торговый дом Р. Б. Левинсон, Москва, Большая Дмитровка, 32 (надстроен);
- 1901 — Оформление витрины и интерьера магазина «Эмиль Циндель» в пассаже Г. Г. Солодовникова, Москва, Кузнецкий Мост (не сохранился);
- 1901—1903 — Торговый дом А. М. Михайлова, Москва, Кузнецкий Мост, 14;
- 1901, 1903, 1906 — Постройки и каменная труба на кружевной фабрике В. А. Гивартовского, Москва, Дербеневская улица, 7;
- 1902—1904 — Здание Центральной телефонной станции шведско-датско-русского телефонного общества, Москва, Милютинский переулок, 5, стр. 1, объект культурного наследия регионального значения[13];
- 1903 — Проект Московского отделения Санкт-Петербургского Международного коммерческого банка в доме В. А. Хлудова, Москва, Улица Ильинка (не осуществлён);
- 1903 — Доходный дом с винным магазином О. П. Леве, Москва, Столешников переулок, 7, стр. 1, 4, объект культурного наследия регионального значения[13];
- 1903 — Типография И. Д. Сытина «Русское слово», совместно с инженером В. Г. Шуховым, Москва, Пятницкая улица, 71/5/28 — 2-й Монетчиковский переулок, 5/28/71 — Валовая улица, 28/5/71, объект культурного наследия регионального значения[13];
- 1903—1905 — Доходный дом А. М. Михайлова, Москва, Большая Дмитровка, 11;
- 1904 — Дом торгово-промышленного товарищества С., И. и М. Видоновых, Москва, Тверская улица (перестроен);
- 1904—1906 — Издательство И. Д. Сытина «Русское слово», Москва, Тверская улица, 18;
- 1905 — «Европейские бани» Ф. П. Кузнецова, при участии архитектора П. Смурова, Москва, 3-й Кадашёвский переулок, 7-9, стр. 1[13];
- 1907 — Изменение фасада доходного дома Московского купеческого общества, Москва, Кузнецкий Мост, 8/10 — Неглинная улица, 10/8;
- 1907 — Надстройка 5-го этажа в торговом доме А. М. Михайлова, Москва, Кузнецкий Мост, 14;
- 1907 — Перестройка и изменение фасада торгового здания Джамгаровых, Москва, Кузнецкий Мост, 18;
- 1907 — Корпус фабрики Товарищества И. П. Хлебникова, Москва, Верхняя Радищевская улица, 2;
- 1908 — Флигель Городской усадьбы Е. М. Алексеевой, Москва, Гоголевский бульвар, 16/13 — Колымажный переулок, 13/16[13];
- 1909 — Особняк управляющего фабрикой Товарищества «Ралле», Москва, Вятская улица, 47, во дворе;
- 1909—1910 — Ресторан А. А. Судакова «Яр», Москва, Ленинградский проспект, 32/2 (перестроен в 1939 и 1951 годах), объект культурного наследия регионального значения[13];
- 1909—1913 — Особняк А. И. Балакина с квартирами для сдачи внаём, Москва, Вспольный переулок, 1;
- 1900-е — Доходный дом А. А. Судакова, Москва, Ленинградский проспект, 30;
- 1900-е — Здание Коммерческого банка И. В. Юнкер, Санкт-Петербург, Невский проспект (не осуществлён);
- 1910—1911 — Здание Петербургского международного коммерческого банка, Москва, Улица Ильинка, 9, левая часть;
- 1911 — Магазин кустарных изделий, совместно с архитектором В. Н. Башкировым, Москва, Леонтьевский переулок, 7;
- 1911 — Особняк А. А. Судакова, Москва, Ленинградский проспект, 32 (не сохранился);
- 1911 — Жилой дом фабриканта А. И. Бакакина , Москва, Малая Никитская улица, 28/1, стр. 2[13];
- 1911—1912 — Перестройка и расширение типографии и редакции газеты И. Д. Сытина «Русское слово», Москва, Тверская улица, 18;
- 1912 — Дом в имении Л. Г. Пыльцовой, с. Любвино Рузского района Московской области;
- 1912 — Проект банкирской конторы «Юнкер и К», Москва, Кузнецкий Мост (не осуществлён);
- 1912 — Перестройка доходного дома А. М. Михайлова, Москва, Большая Дмитровка, 9, стр. 1, 8, объект культурного наследия регионального значения[13];
- 1913 — Дом причта церкви Николая Чудотворца в Кленниках, Москва, Маросейка, 5, ценный градоформирующий объект[13];
- 1913—1914 — Доходный дом, Москва, Средний Каретный переулок, 4;
- 1913—1915 — Контора и склад книжного издательства Ивана Сытина, Москва, Маросейка, 7/8 — Большой Златоустинский переулок, 8/7[13];
- 1914 — Училище при евангелическо-реформаторской церкви, Москва, Большой Трёхсвятительский переулок, 4/3 — Малый Трёхсвятительский переулок, 3/4, объект культурного наследия регионального значения[13];
- 1914—1915 — Проект доходного дома С. М. Эрихсон, Москва, Большой Ржевский переулок (не осуществлён);
- 1914—1915 — Доходный дом Московского Городского Общества взаимного от огня страхования, Москва, Неглинная улица, 25;
- 1914—1915 — Надстройка и изменение фасадов и интерьеров ресторана Семена Петровича Тарарыкина «Прага», Москва, Арбат, 2 (перестроен).

## Комментарии
1. ↑  Здесь и далее проекты и постройки даны в хронологическом порядке по М. В. Нащокиной, с необходимыми дополнениями и уточнениями.